# Station Agent
Station Agent (The Station Agent) è un film del 2003 scritto e diretto da Tom McCarthy.
È stato uno dei più apprezzati film statunitensi indipendenti del 2003, ricevendo svariati premi, dal premio del pubblico al Sundance Film Festival al premio della giuria al Festival di San Sebastian. Il National Board of Review l'ha scelto come uno dei migliori dieci film dell'anno.

## Trama
Finbar McBride è un appassionato di treni, affetto da nanismo, che vive a Hoboken, nel New Jersey, trascorrendo le proprie giornate lavorando con Henry, il vecchio proprietario di un negozio di ferromodellismo e le serate guardando riprese di treni in compagnia di altri appassionati.
Alla morte di Henry, riceve in eredità dall'amico una stazioncina ferroviaria in disuso, in uno sperduto paesino di campagna, Newfoundland, e vi si trasferisce, ben felice di potersi allontanare dalla città, dove la sua diversità è un peso costante nel rapporto con gli altri. La convinzione di potervi trascorrere la desiderata vita di solitudine e tranquillità è però messa in discussione dall'incontro con l'estroverso Joe, gestore di un furgoncino-fast food collocato proprio di fronte alla sua stazione, che non sa resistere al piacere della conversazione con qualunque interlocutore ed ha l'incombenza di un padre malato, e con Olivia, artista che si è isolata dopo la tragica morte del figlio e il divorzio.
Coinvolto suo malgrado nelle loro esistenze, Finbar si apre a questi nuovi rapporti personali e non solo matura un'importante amicizia con entrambi, ma comincia una timida relazione con la giovane bibliotecaria Emily.

## Riconoscimenti
- 2003 - Sundance Film Festival
  - Premio del pubblico
  - Premio speciale della giuria per l'interpretazione (Patricia Clarkson)
  - Waldo Salt Screenwriting Award
- 2003 - Festival internazionale del cinema di San Sebastián
  - Premio speciale della giuria
- 2003 - National Board of Review
  - Miglior attrice non protagonista (Patricia Clarkson)
- 2004 - Kansas City Film Critics Circle Awards
  - Miglior attrice non protagonista (Patricia Clarkson)
- 2004 - Independent Spirit Awards
  - Miglior sceneggiatura d'esordio
  - Premio John Cassavetes
  - Producers Award
- 2004 - British Academy of Film and Television Arts
  - Miglior sceneggiatura originale